# Caccobius minusculus
Caccobius minusculus är en svampart som beskrevs av Kimbr. 1967. Caccobius minusculus ingår i släktet Caccobius och familjen Thelebolaceae.   Inga underarter finns listade i Catalogue of Life.